# Digimon Beatbreak
Digimon Beatbreak (デジモンビートブレイク?, Dejimon Bītobureiku) è una serie anime, undicesima serie animata del franchise Digimon, prodotta da Toei Animation. La serie inizierà la sua trasmissione il 5 ottobre 2025.

## Personaggi
Tomoro Tenma (天馬トモロウ?, Tenma Tomorou)
Doppiato da: Miyu Irino
Gekkomon (ゲッコーモン?, Gekkōmon)
Doppiato da: Megumi Han
Reina Sakuya (咲夜レーナ?, Sakuya Rēna)
Doppiata da: Tomoyo Kurosawa
Pristimon (プリスティモン?, Purisutimon)
Doppiato da: Mutsumi Tamura
Makoto Kuonji (久遠寺マコト?, Kuonji Makoto)
Doppiato da: Arisa Sekine
Chiropmon (キロプモン?, Kiropumon)
Doppiato da: Misaki Kuno
Kyo Sawashiro (沢城キョウ?, Sawashiro Kyō)
Doppiato da: Yohei Azakami
Murasamemon (ムラサメモン?, Murasamemon)
Doppiato da: Daiki Hamano